# Craig Calhoun
Craig Jackson Calhoun (Watseka, 16 de juny de 1952) és un sociòleg estatunidenc i actual president de l'Institut Nicolas Berggruen, fundat el 2010 amb l'objectiu de millorar els sistemes de governança.

## Trajectòria
Calhoun és un defensor de la utilització de la ciència social per abordar les qüestions d'interès públic. Va ser director de la London School of Economics de setembre de 2012 fins a setembre de 2016 quan va esdevenir el primer president de l'Institut Nicolas Berggruen. Anteriorment, havia estat president del Social Science Research Council i va ser professor de la Facultat de Ciències Socials a la Universitat de Nova York i director del seu Institut per al Coneixement Públic. Amb Richard Sennett va ser cofundador de NYLON, un seminari interdisciplinari per a estudiants de postgrau a Nova York i Londres que realitza investigacions etnogràfiques i històriques per a influir en la política, la cultura i la societat.
El gener de 2021, fou una de les 50 personalitats que va signar el manifest «Dialogue for Catalonia», promogut per Òmnium Cultural i publicat a The Washington Post i The Guardian, a favor de l'amnistia dels presos polítics catalans i del dret d'autodeterminació en el context del procés independentista català. Els signants lamentaren la judicialització del conflicte polític català i conclogueren que aquesta via, lluny de resoldre'l, l'agreuja: «ha comportat una repressió creixent i cap solució». Alhora, feren una crida al «diàleg sense condicions» de les parts «que permeti a la ciutadania de Catalunya decidir el seu futur polític» i exigiren la fi de la repressió i l'amnistia per als represaliats.

## Obra publicada

### Monografies
- Calhoun, Craig. (2007) Nations Matter: Culture, History, and the Cosmopolitan Dream. Routledge.
- Calhoun, Craig. (2001) Nationalism. Open University Press and University of Minnesota Press. ISBN 0816631204 [Nacionalisme. Catarroja: Afers, 2008. ISBN 978-84-95916-87-7]

- Calhoun, Craig. (1995) Critical Social Theory. Basil Blackwell.
- Calhoun, Craig. (1994) Neither Gods Nor Emperors: Students and the Struggle for Democracy in China. University of California Press.
- Calhoun, Craig. (1989; 7th ed., 1996) Sociology. McGraw-Hill Companies.
- Calhoun, Craig. (1982) The Question of Class Struggle: Social Foundations of Popular Radicalism During the Industrial Revolution. University of Chicago Press and Basil Blackwell.

### Volums editats
- Calhoun, Craig, Eduardo Mendieta, and Jonathan VanAntwerpen. (2013) Habermas and Religion. Polity Press.
- Calhoun, Craig, Mark Juergensmeyer, and Jonathan VanAntwerpen. (2011) Rethinking Secularism. Oxford University Press. ISBN 978-0199796687

- Michael Warner, Jonathan VanAntwerpen, and Craig Calhoun. (2010) Varieties of Secularism in a Secular Age. Harvard University Press.
- Calhoun, Craig and Sennett, Richard. (2007) Practicing Culture. Routledge.
- Calhoun, Craig; Gerteis, Joseph; Moody, James; Pfaff, Steven; and Indermohan Virk. (2007) Contemporary Sociological Theory, 2nd. ed. Blackwell.
- Calhoun, Craig; Gerteis, Joseph; Moody, James; Pfaff, Steven; and Indermohan Virk. (2007) Classical Sociological Theory, 2nd. ed. Blackwell.
- Calhoun, Craig. (2007) Sociology in America: A History. University of Chicago Press.
- Calhoun, Craig; Rojek, Chris; and Turner, Bryan. (2006) Sage Handbook of Sociology. Sage Publications.
- Calhoun, Craig. (2005) Lessons of Empire: Imperial Histories and American Power. New Press.
- Calhoun, Craig; Price, Paul; and Timmer; Ashley. (2002) Understanding September 11. The New Press.
- Calhoun, Craig. (2002) Dictionary of the Social Sciences. Oxford University Press.
- Calhoun, Craig, and McGowan John. (1997) Hannah Arendt and the Meaning of Politics. University of Minnesota Press.
- Calhoun, Craig. (1994) Social Theory and the Politics of Identity. Wiley Blackwell. ISBN 9781557864734

- Calhoun, Craig; LiPuma, E.; and Postone; M. (1993) Bourdieu: Critical Perspectives. Cambridge: Polity Press and Chicago: University of Chicago Press.
- Calhoun, Craig. (1993) Habermas and the Public Sphere. Cambridge, MA: MIT Press.
- Calhoun, Craig; Scott, W.R.; and Meyer, M. (1990) Structures of Power and Constraint: Essays in Honor of Peter M. Blau. Cambridge and Nova York: Cambridge University Press.
- Calhoun, Craig and Ianni, F. A. J. (1976) The Anthropological Study of Education. The Hague: Mouton, and Chicago: Aldine.